# Silvia Lesoil
Silvia Lesoil (née le 9 décembre 1975 à Besançon), est une escrimeuse norvégienne pratiquant l'épée. Elle représente ce pays aux Jeux olympiques d'été de 2000, se plaçant trente-troisième en épée dames et huitième en épée dames par équipe ,.
Elle est championne de Norvège d'épée en 1992, 1993, 1996, 1997 et 1998.